# Ивре
Ивре (фр. Ivrey) — муниципалитет во Франции, в регионе Франш-Конте, департамент Юра. Находится в округе Лон-ле-Сонье, в кантоне Арбуа. Код INSEE коммуны — 39268.  Мэр коммуны — Жан-Франсуа Сатр, мандат действует на протяжении 2014—2020 годов.

## Географическое положение
Ивре находится на востоке департамента Юра. Коммуна расположена примерно в 340 км юго-восточнее Парижа, 30 км южнее Безансона, 45 км северо-восточнее Лон-ле-Сонье.

## Население
В коммуне в 2012 году проживало 63 человека, из них 12,7 % младше 14 лет, 19,0 % — от 15 до 29 лет, 17,5 % — от 30 до 44, 31,7 % — от 45 до 59 лет, 19,1 % старше 60..
Динамика населения согласно INSEE:
| Население коммуны в XIX—XXI веках |
| --------------------------------- |
|                                   |

## Экономика
В 2012 году из 47 человек трудоспособного возраста (от 15 до 64 лет) 37 были экономически активными, 10 — неактивными (показатель активности 78,7 %, в 2007 году — 82,1 %). Из 37 активных трудоспособных жителей все работали (не было безработных. Среди 10 трудоспособных неактивных граждан 6 были учениками либо студентами, 3 — пенсионерами, а ещё 1 человек был неактивен в силу других причин. В коммуне проживает 38 человек старше 15 лет, имеющих работу, причём 23,7 % из них работает в коммуне, 52,6 % в пределах департамента, а 23,7 % населения работает за пределами департамента, но в том же регионе.